# Alex Blake

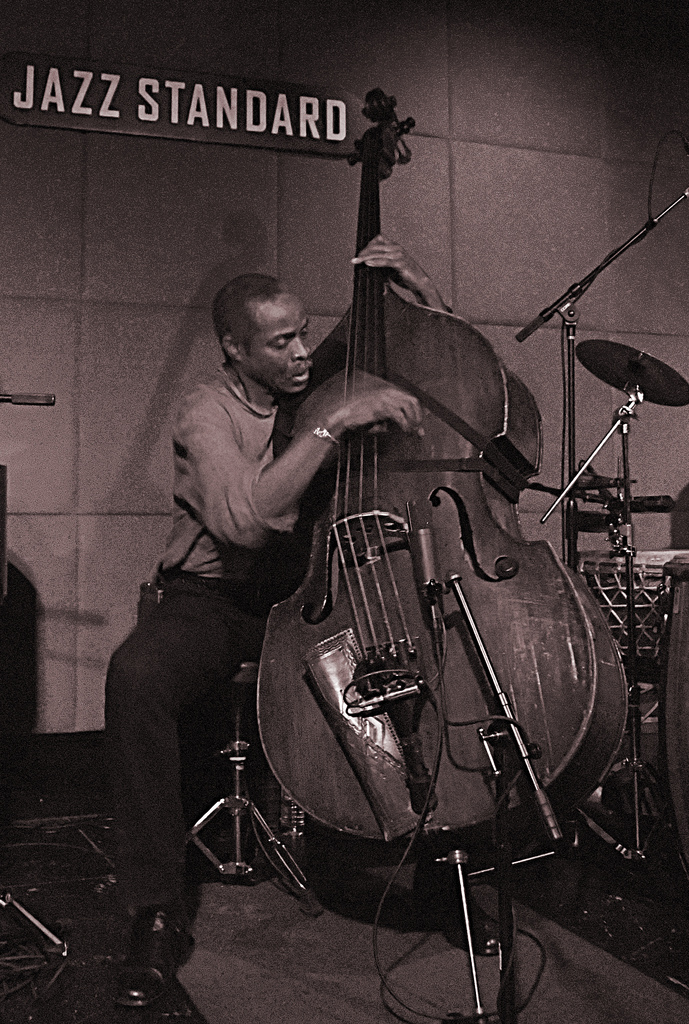
Alex Blake bei einem Auftritt mit Randy Weston und Billy Harper im Jazz Standard 2007

Alex Blake (eigentlich Alejandro Blake Fearon; * 21. Dezember 1951 in Panama) ist ein US-amerikanischer Jazzmusiker (Kontrabass).

## Leben und Wirken
Blake wuchs in Panama auf und lernte zunächst Trompete. Unterricht hatte er in New York bei Reggie Workman und Harry Constant; Mentor war Richard Davis. Er spielte zunächst in afrokubanischen Latino-Bands wie Mongo Santamaría, Machito und Celia Cruz. Um 1969 wurde er Mitglied des Sun Ra Arkestra, zu hören auf dessen Album My Brother the Wind, Vol II (als Alejandro Blake). 1971 war er mit Sun Ra auf Europatournee und trat auf den Berliner Jazztagen und bei den Donaueschinger Musiktagen auf (Black Myth/Out in Space).
In den 1970er Jahren wirkte er bei Aufnahmen von Billy Cobham, Carlos Garnett, Ryō Kawasaki, Yusef Lateef, Frank Lowe, Airto Moreira, Don Pullen, Sonny Rollins, Pharoah Sanders, Charles Sullivan, Kazumi Watanabe und Lenny White mit; bei den New York Jazz Loft Sessions spielte er 1976 im Trio von Randy Weston. in den 1980er Jahren arbeitete er als Begleitmusiker von Manhattan Transfer, ferner mit Jimmy Buffett, Joey DeFrancesco, Dizzy Gillespie, Earl Klugh, Carmen Lundy, Brownie McGhee, Charles „Bobo“ Shaw und Janis Siegel. In den 1990er Jahren folgten Produktionen u. a. mit Ahmed Abdullah, Greg Bandy, Malcolm Braff, Jonathan Butler, Chico Freeman, Phyllis Hyman, Carlos Ward und Dom Um Romão. In den 2000er Jahren nahm er mit Babatunde Lea (March of the Jazz Guerillas, 2000) und Kazumi Watanabe (Village Bubbles, 2004) auf.
1979 hatte er erstmals Gelegenheit, unter eigenem Namen ein Album (Especially for You) zu veröffentlichen, das allerdings nur in Japan bei [Denon] erschien; ein Mitspieler war Hiram Bullock. 1999 entstand ein Live-Mitschnitt in der Knitting Factory mit Pharoah Sanders, Victor Jones, John Hicks und Neil Clark (Perkussion), den Blake unter eigenem Namen bei Bubble Core Records unter dem Titel Now Is the Time: Live at the Knitting Factory veröffentlichte. 2007 erschien das Album In Motion, u. a. mit Chris Hunter und Victor Jones. 2011 konzertierte er auf dem Newport Jazz Festival; 2019 spielte er im Trio von Jay Rodriguez.
Jay Rodriguez